# Террадура, Валькирия
Валькирия Террадура (итал. Walkiria Terradura; 9 января 1924 — 5 июля 2023) — итальянская партизанка-антифашистка, награждённая Серебряной медалью «За воинскую доблесть».

## Биография
Валькирия Террадура была одной из пяти детей убеждённого адвоката-антифашиста Густаво Террадуры и его жены Лауры. В юности Террадура неоднократно наблюдала за преследованием по политическим причинам и тюремными заключениями своего отца. Её же неуважительное отношение к фашистскому режиму становилось причиной многочисленных упрёков в её адрес в школе, а также допросов в полицейском управлении.
Закончив школу, Террадура поступила в Университет Перуджи, где изучала право. В январе 1944 года, когда сотрудники Органа надзора за антигосударственными проявлениями ворвались в её дом с целью ареста её отца, она сумела спрятать его. Затем они бежали в Монти-дель-Бурано, чтобы присоединиться к партизанским формированиям, действовавшим в этом районе.

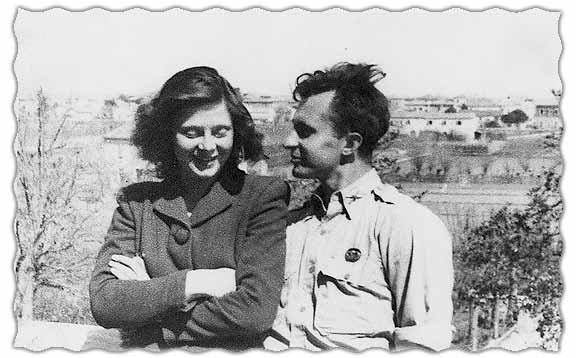
Террадура с Альфонсо Тиле в 1945 году

Они присоединились к Гарибальдийским бригадам, воевавшим в провинции Пезаро-э-Урбино, а точнее к пятому батальону под командованием Самуэле Паничи. Её сестра Лионелла присоединилась к той же группе. Единственная женщина в отряде из шести человек, Террадура, взявшая имя Сеттебелло, была избрана его лидером. Она специализировалась на минировании и подрывах, проводя акции по разрушению мостов, что должно было воспрепятствовать передвижению немецких нацистских и итальянских фашистских войск. На имя Террадуры было выдано восемь различных ордеров на арест, но она так и не была схвачена.
Во время войны Террадура познакомилась с капитаном американского Управления стратегических служб Альфонсо Тиле, за которого вышла замуж и некоторое время после войны проживала с ним в США, после чего вернулась в Италию. Она вела активную политическую и общественную деятельность, в том числе и в ветеранской организации — Национальной ассоциации итальянских партизан.